# Penta Film
La Penta Film è stata una società di produzione e distribuzione cinematografica italiana, nata nel 1989 da una joint venture tra la Cecchi Gori Group e Silvio Berlusconi Communications.
Tra i maggiori successi della società sono da ricordare titoli italiani come Le comiche, Mediterraneo (vincitore di un premio Oscar per il migliore film straniero nel 1992), Johnny Stecchino, le co-produzioni europee Nikita e Piccolo Buddha, e blockbuster statunitensi come Atto di forza, Terminator 2 - Il giorno del giudizio, Basic Instinct e Cliffhanger - L'ultima sfida.
Nel 1991 fu fondata la PentAmerica (conosciuta anche come Penta Pictures), con base negli Stati Uniti, sotto la quale furono prodotti i film statunitensi Guai in famiglia, La gatta e la volpe, Pozione d'amore, Bronx e La voce del silenzio.
La società operava anche nel mercato home video tramite l'etichetta Penta Video.
Si è sciolta ufficialmente il 31 luglio 1995.

## Filmografia
- Ho vinto la lotteria di capodanno (1989)
- Le comiche (1990)
- Denti assassini (1990)
- Tre colonne in cronaca (1990)
- Occhio alla perestrojka (1990)
- Mediterraneo (1991)
- Fantozzi alla riscossa (1990)
- Johnny Stecchino (1991)
- Volere volare (co-produzione Bambù 1991)
- Abbronzatissimi (1991)
- Il muro di gomma (1991)
- Le comiche 2 (1991)
- Piedipiatti (1991)
- Puerto Escondido (1992)
- Nel continente nero (1992)
- Infelici e contenti (1992)
- Ricky & Barabba (1992)
- Arriva la bufera (1992)
- Fantozzi in paradiso (1993)
- Stefano Quantestorie (co-produzione Bambù 1993)
- Jonathan degli orsi (1993)
- Le nuove comiche (1994)
- Il silenzio dei prosciutti (1994)
- Il branco (1994)
- Il postino (1994)
- Prestazione straordinaria (1994)
- Il toro (1994)
- Miracolo italiano (1994)
- OcchioPinocchio (1994)
- Camerieri (1995)
- Colpo di luna (1995)
- Poliziotti (1995)
- La scuola (1995)
- Uomini sull'orlo di una crisi di nervi (1995)
- Viva San Isidro! (1995)